# Білостоцька область
Білосто́цька о́бласть — адміністративно-територіальна одиниця у складі БРСР, створена після зайняття Радянським Союзом північно-східних земель міжвоєнної Польської Республіки та включення їх до складу БРСР. Її адміністративним центром було місто Білосток. З точки зору радянської окупаційної влади існувала в 1939–1944 роках, фактично — 1939–1941, оскільки з кінця червня 1941 до січня 1945 року її територія була окупована нацистською Німеччиною і замість області існувала Білостоцька округа. 
Після війни більшу частину області (близько 12 тис.км²) разом з обласним центром було передано Польщі.

## Історія
До вересня 1939 року територія області входила до складу Польської Республіки. У той час, згідно із секретним пактом Молотова — Ріббентропа між СРСР та нацистською Німеччиною, вона була зайнята військами Радянського Союзу. 22 жовтня того ж року радянська влада організувала на зайнятій території вибори. Майже всі кандидати були підібрані радянською владою, незалежних кандидатів не допускали, громадяни були змушені голосувати, а у всьому краї почався терор і репресії проти тих, хто не підтримував радянську владу . Згідно з офіційними результатами, за радянських кандидатів проголосувало 90 % виборців. Після виборів, «обрані» депутати на зборах у Білостоці 28—30 жовтня звернулися з проханням приєднати ці землі до складу Білоруської РСР. 2 листопада Білосточчина була включена до складу СРСР. 4 грудня радянська влада розділила зайняті території на області — таким чином була створена і Білостоцька область.
Всі ці рішення вважалися незаконними з точки зору міжнародного права. Зайняття північно-східних земель міжвоєнної Польської Республіки та включення їх до складу СРСР порушувало положення багатьох міжнародних договорів, зокрема Ризького мирного договору 1921 р., Договору про ненапад 1932 р. і Лондонської конвенції 1933 року про дефініції агресора. З цієї причини міжнародне співтовариство вважало територію Білостоцької області частиною Польщі під радянською окупацією.
У липні 1944 року місто було відвойовано Червоною Армією і приєднано до Білорусі. 20 вересня 1944 Білосток з прилеглими районами було передано Польщі, яка почала проводити політику насильницького виселення звідти білорусів і українців.

## Адміністративний поділ
Спочатку область ділилася на повіти. В 1940 замість повітів були утворені 24 райони:
- Августовський
- Білостоцький
- Більський
- Бранський
- Волковиський
- Граєвський
- Гродненський
- Домбровський
- Єдвабновський
- Заблудовський
- Замбровський
- Кольновський
- Кринківський
- Лапський
- Ломжинський

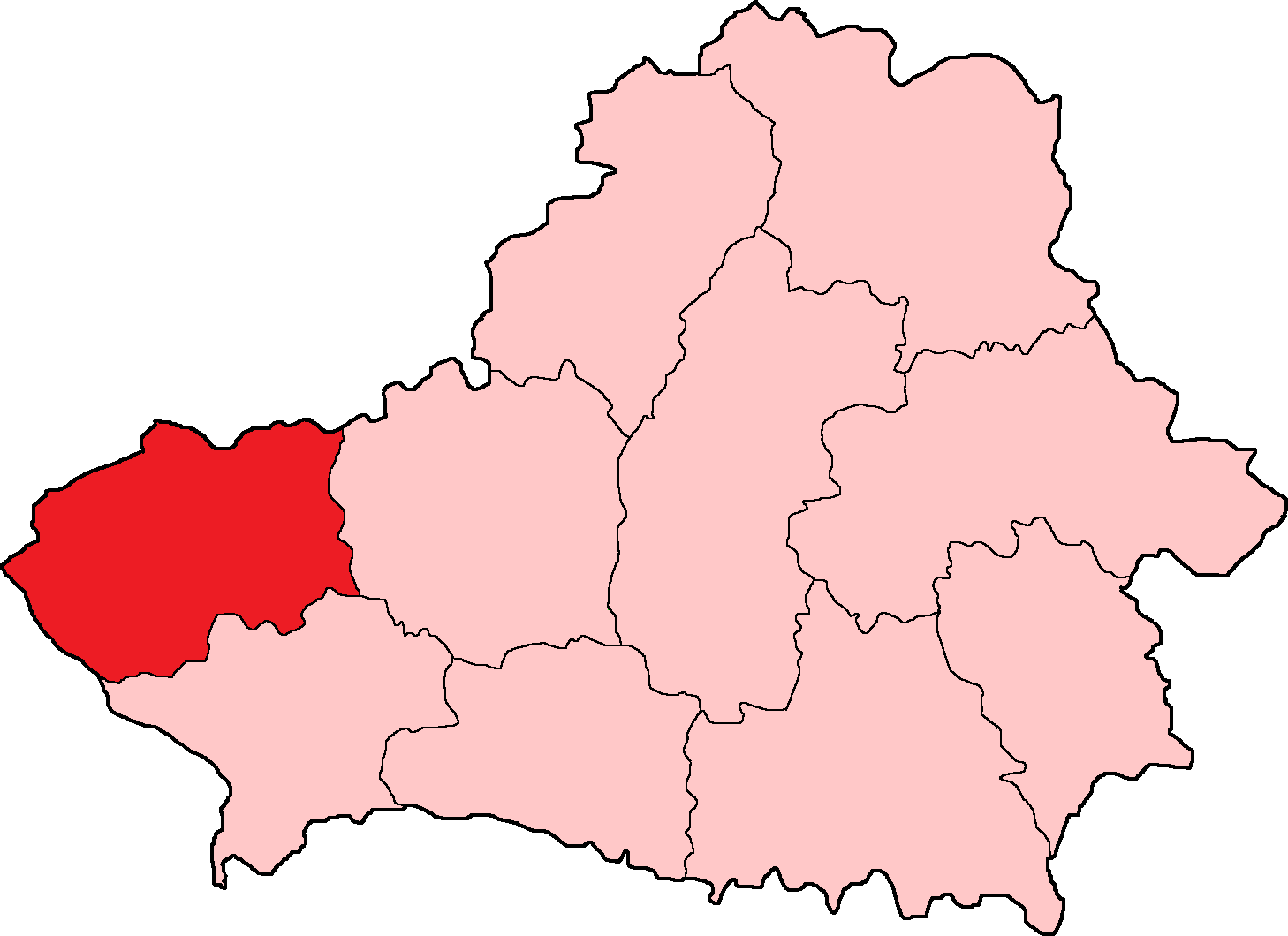
Білостоцька область в 1940 р.

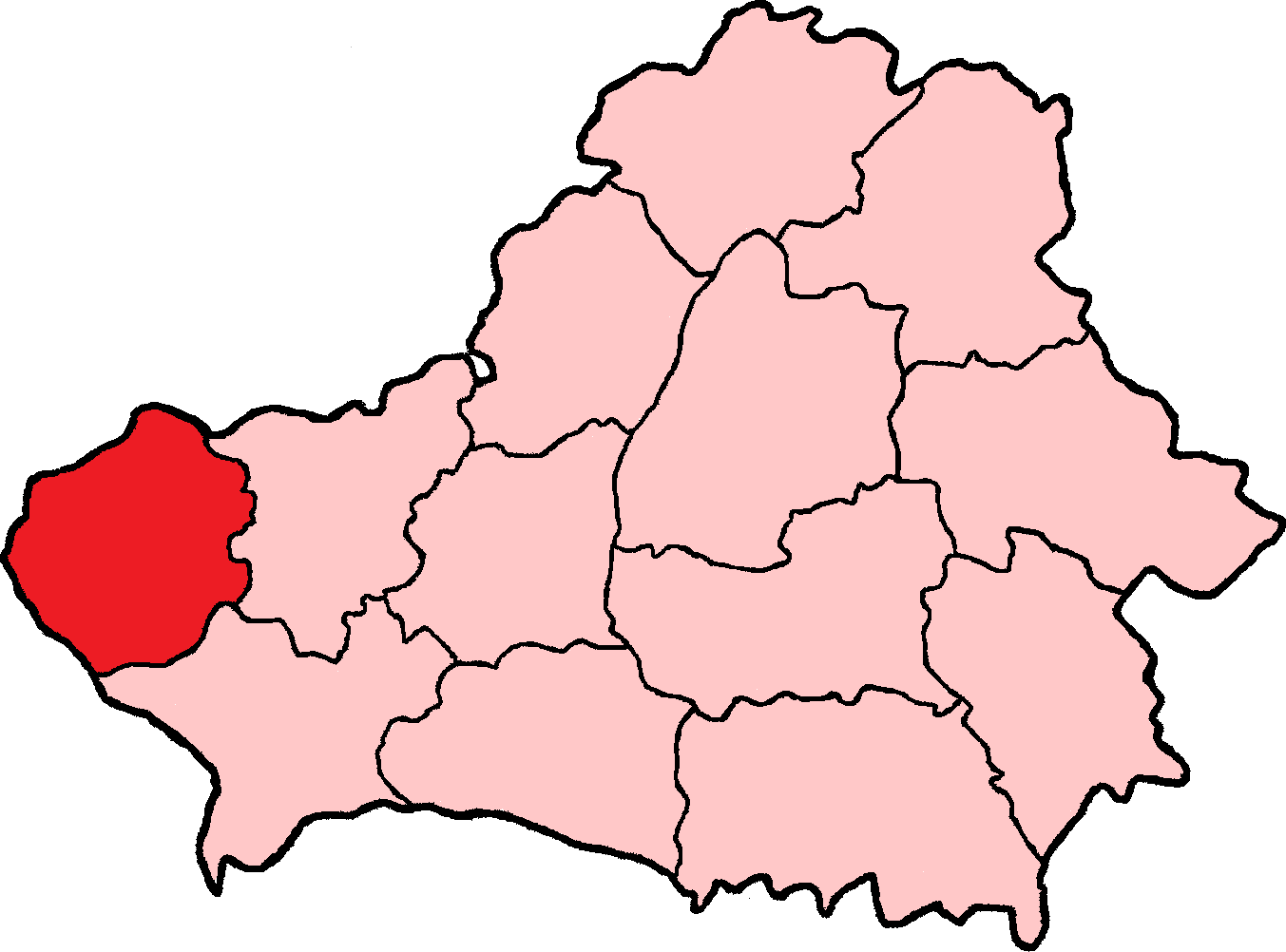
Білостоцька область в 1944 р.

- Моньковський (в тому ж році перейменований на Книшинський)
- Порецький (в тому ж році скасований)
- Свіслоцький
- Скидельський
- Снядовський
- Соколковський
- Сопоцкинський
- Цехановецький
- Чижевський